# Breithornzwillinge
El Breithornzwillinge és un cim secundari del massís del Breithorn.